# Форт Апачи (филм)
„Форд Апачи“ (на английски: Fort Apache) е американски игрален филм уестърн, излязъл по екраните през 1948 година, режисиран от Джон Форд с участието на Хенри Фонда и Джон Уейн в главните роли.

## Сюжет
Полковник Търсдей поема командването на Форт Апаче, най-затънтеното място на границата. Тук трябва да се бие не с велики племена като сиуксите или шайените, а само да укроти остатъците от апачите, които вече са прогонени в резерватите. Ще спечелите ли слава и доблест тук? Но който търси, намира. Оказва се, че апачите не са разбит народ, сред тях има и велики лидери, като Кочис, за които пресата вдига шум. И трябва да се използва.
Изпратен да преговаря с индианските лидери, капитан Йорк им дава дума, че ако племето се върне от Мексико в САЩ, индианците ще говорят само за мирно съжителство. Той не подозира, че полковникът има съвсем различно мнение по този въпрос и задълбочени планове. Търсдей е готов да разговаря с индианците, но не е готов да ги уважава, готов е да умре в битка срещу апачите, но в същото време да грабне частица слава. Готов е заради собствените си амбиции да погубя почти целия полк.
Кой след известно време ще си спомни войниците и офицерите, изпълнили своя дълг, загинали в безумна атака срещу многократно превъзхождащите сили на индианците? Но полковникът, който ги е въвел в това клане, ще остане национален герой. Това са законите на историята.
Колкото и да е странно, най-често историята помни не достойни хора, верни на дълга и честта, а смелчаци, които в името на собствената си слава рискуват себе си и всички наоколо.

## В ролите
| Актьор           | Роля                                  |
| ---------------- | ------------------------------------- |
| Хенри Фонда      | Подполковник Оуен Търсдей             |
| Джон Уейн        | Капитан Кърби Йорк                    |
| Уорд Бонд        | Старши сержант Майкъл О'Рурк          |
| Шърли Темпъл     | Мис Филаделфия Търсдей                |
| Джон Агар        | Лейтенанат Майкъл Шанън (Мики) О'Рурк |
| Виктор Маклаглън | Сержант Фестус Мулкахи                |
| Дик Форан        | Сержант Куинканън                     |
| Педро Армендарис | Сержант Бофорт                        |
| Мигел Инклан     | Кочис                                 |
| Гай Киби         | Капитан Уилкинс, полков хирург        |
| Анна Лий         | Емили Колингуд                        |
| Айрин Рич        | Мери О'Рурк                           |